# Serie A1 w piłce siatkowej mężczyzn (2019/2020)
Serie A1 siatkarzy 2019/2020 – 75. sezon walki o mistrzostwo Włoch organizowany przez Lega Pallavolo Serie A pod egidą Włoskiego Związku Piłki Siatkowej (wł. Federazione Italiana Pallavolo, FIPAV).

## Polacy w Serie A
| Imię i nazwisko  | Klub                     |
| ---------------- | ------------------------ |
| Wilfredo León    | Sir Safety Conad Perugia |
| Bartosz Kurek    | Vero Volley Monza        |
| Bartosz Bednorz  | Leo Shoes Modena         |
| Mateusz Bieniek  | Cucine Lube Civitanova   |
| Bartłomiej Kluth | Calzedonia Werona        |

## Drużyny uczestniczące
| \| \| Uczestnicy poprzedniej edycji \| \| \| \| --------------------------------------------------------------------------------------------------------------------------------------------------------------------------------- \| --------------------------------------- \| -- \| --- \| \| LUB \| Cucine Lube Civitanova \| 1 \| LM \| \| PER \| Sir Safety Conad Perugia \| 2 \| LM \| \| TRE \| Itas Trentino \| 3 \| LM \| \| MOD \| Leo Shoes Modena \| 4 \| CEV \| \| MIL \| Allianz Milano \| 5 \| PCh \| \| WER \| Calzedonia Werona \| 6 \| \| \| PAD \| Kioene Padwa \| 7 \| \| \| MON \| Vero Volley Monza \| 8 \| \| \| SOR \| Globo Banca Popolare del Frusinate Sora \| 9 \| \| \| RAW \| Consar Rawenna \| 10 \| \| \| LAT \| Top Volley Latina \| 11 \| \| \| CAL \| Tonno Callipo Calabria Vibo Valentia \| 12 \| \| \| \| Awans z Serie A2 \| \| \| \| PIA \| Gas Sales Piacenza \| 1 \| \| \| Oznaczenia: - kolumna pierwsza – skróty nazw drużyn wpisane na mapie (jeśli ta została zamieszczona), - kolumna trzecia – miejsce zajęte przez daną drużynę w poprzednim sezonie. \| \| \| \| |                                         | LUBPERTREMODMILWERPADMONSORRAWLATCALPIA Lokalizacja klubów |     |
| | Uczestnicy poprzedniej edycji           |                                                            |     |
| LUB | Cucine Lube Civitanova                  | 1                                                          | LM  |
| PER | Sir Safety Conad Perugia                | 2                                                          | LM  |
| TRE | Itas Trentino                           | 3                                                          | LM  |
| MOD | Leo Shoes Modena                        | 4                                                          | CEV |
| MIL | Allianz Milano                          | 5                                                          | PCh |
| WER | Calzedonia Werona                       | 6                                                          |     |
| PAD | Kioene Padwa                            | 7                                                          |     |
| MON | Vero Volley Monza                       | 8                                                          |     |
| SOR | Globo Banca Popolare del Frusinate Sora | 9                                                          |     |
| RAW | Consar Rawenna                          | 10                                                         |     |
| LAT | Top Volley Latina                       | 11                                                         |     |
| CAL | Tonno Callipo Calabria Vibo Valentia    | 12                                                         |     |
| | Awans z Serie A2                        |                                                            |     |
| PIA | Gas Sales Piacenza                      | 1                                                          |     |
| Oznaczenia: - kolumna pierwsza – skróty nazw drużyn wpisane na mapie (jeśli ta została zamieszczona), - kolumna trzecia – miejsce zajęte przez daną drużynę w poprzednim sezonie. |                                         |                                                            |     |

## Hale sportowe
| Klub                                    | Hala sportowa          | Liczba miejsc siedzących |
| --------------------------------------- | ---------------------- | ------------------------ |
| Gas Sales Piacenza                      | PalaBanca              | 3700                     |
| Top Volley Latina                       | PalaMaggiò             | 7047                     |
| Allianz Milano                          | PalaYamamay            | 5000                     |
| Vero Volley Monza                       | Candy Arena            | 4500                     |
| Leo Shoes Modena                        | PalaPanini             | 5219                     |
| Kioene Padwa                            | Palasport San Lazzaro  | 3916                     |
| Sir Safety Conad Perugia                | PalaEvangelisti        | 5300                     |
| Consar Rawenna                          | Palazzo Mauro De André | 3500                     |
| Globo Banca Popolare del Frusinate Sora | PalaCoccia             | 3500                     |
| Cucine Lube Civitanova                  | PalaCivitanova         | 4200                     |
| Itas Trentino                           | PalaTrento             | 4360                     |
| Calzedonia Werona                       | PalaOlimpia            | 5350                     |
| Tonno Callipo Calabria Vibo Valentia    | PalaValentia           | 2500                     |

## Rozgrywki

### Faza zasadnicza

#### Tabela wyników
| Gospodarz \ Gość1                       | LUB | PER | TRE | MOD | MIL | WER | PAD | MON | SOR | RAW | LAT | CAL | PIA |
| --------------------------------------- | --- | --- | --- | --- | --- | --- | --- | --- | --- | --- | --- | --- | --- |
| Cucine Lube Civitanova                  | -   | 3:1 | 3:2 | 3:0 | 2:3 | 3:0 | :   | 3:1 | 3:0 | 3:0 | 3:1 | 3:0 | 3:0 |
| Sir Safety Conad Perugia                | :   | -   | :   | 3:1 | 0:3 | 3:0 | 3:1 | 3:0 | 3:0 | 3:0 | 3:1 | 3:0 | 3:1 |
| Itas Trentino                           | 1:3 | 1:3 | -   | 1:3 | 3:1 | 3:2 | 2:3 | 3:0 | 3:0 | 3:1 | :   | 3:1 | 3:1 |
| Leo Shoes Modena                        | 3:1 | :   | 3:1 | -   | 3:0 | 2:3 | 3:0 | 3:1 | 3:0 | 3:0 | 3:0 | 3:1 | 3:0 |
| Allianz Milano                          | 0:3 | 0:3 | 1:3 | 0:3 | -   | :   | :   | 3:0 | 3:1 | 3:0 | 3:1 | 3:1 | 3:1 |
| Calzedonia Werona                       | 0:3 | 2:3 | :   | :   | 1:3 | -   | 0:3 | 0:3 | 3:0 | :   | 3:1 | 3:1 | 3:2 |
| Kioene Padwa                            | 0:3 | 1:3 | 2:3 | 3:1 | 3:2 | 0:3 | -   | :   | 3:1 | :   | 3:1 | 3:0 | :   |
| Vero Volley Monza                       | :   | 2:3 | 0:3 | 1:3 | 0:3 | 3:2 | 3:2 | -   | 3:0 | 3:1 | 3:1 | :   | 3:1 |
| Globo Banca Popolare del Frusinate Sora | :   | :   | 0:3 | 0:3 | 1:3 | 1:3 | 0:3 | :   | -   | 1:3 | 1:3 | 0:3 | 2:3 |
| Consar Rawenna                          | 2:3 | 1:3 | 0:3 | 0:3 | 0:3 | 3:1 | 3:0 | 3:1 | 3:2 | -   | 3:1 | 3:2 | :   |
| Top Volley Latina                       | 1:3 | 2:3 | 1:3 | 1:3 | :   | 2:3 | 3:0 | 3:2 | 3:1 | 0:3 | -   | 2:3 | 3:2 |
| Tonno Callipo Calabria Vibo Valentia    | 1:3 | 1:3 | 1:3 | :   | :   | 3:0 | 3:1 | 3:2 | 0:3 | 2:3 | :   | -   | 0:3 |
| Gas Sales Piacenza                      | 0:3 | 0:3 | 1:3 | 0:3 | :   | 3:1 | 3:2 | 3:2 | :   | 3:2 | :   | 3:2 | -   |

Źródło:  (wł.)
1 Drużyna gospodarzy jest wymieniona po lewej stronie tabeli.
Kolory:
  zwycięstwo gospodarzy 3:0 lub 3:1
  zwycięstwo gospodarzy 3:2
  zwycięstwo gości 3:0 lub 3:1
  zwycięstwo gości 3:2

#### Terminarz i wyniki
| Data                                              | Godz. | Gospodarz                               | Rezultat                                       | Gość                                    | Widzów | MVP                      |
| ------------------------------------------------- | ----- | --------------------------------------- | ---------------------------------------------- | --------------------------------------- | ------ | ------------------------ |
| 1. kolejka                                        |       |                                         |                                                |                                         |        |                          |
| Tonno Callipo Calabria Vibo Valentia – pauzuje    |       |                                         |                                                |                                         |        |                          |
| 19.10.2019                                        | 18:00 | Vero Volley Monza                       | 0:3 (22:25, 27:29, 21:25) Raport               | Allianz Milano                          | 1265   | Nimir Abdel-Aziz         |
| 20.10.2019                                        | 16:00 | Cucine Lube Civitanova                  | 3:0 (26:24, 27:25, 25:20) Raport               | Gas Sales Piacenza                      | 3928   | Roberlandy Simón Aties   |
| 20.10.2019                                        | 18:00 | Top Volley Latina                       | 2:3 (27:29, 29:27, 22:25, 25:18, 14:16) Raport | Sir Safety Conad Perugia                | 1931   | Jean Patry               |
| 20.10.2019                                        | 18:00 | Consar Rawenna                          | 0:3 (26:28, 15:25, 21:25) Raport               | Itas Trentino                           | 2315   | Srećko Lisinac           |
| 20.10.2019                                        | 18:00 | Leo Shoes Modena                        | 3:0 (25:21, 25:19, 25:15) Raport               | Kioene Padwa                            | 4837   | Ivan Zaytsev             |
| 20.10.2019                                        | 18:00 | Calzedonia Werona                       | 3:0 (25:19, 25:20, 25:17) Raport               | Globo Banca Popolare del Frusinate Sora | 3402   | Jennings Franciskovic    |
| 2. kolejka                                        |       |                                         |                                                |                                         |        |                          |
| Top Volley Latina – pauzuje                       |       |                                         |                                                |                                         |        |                          |
| 26.10.2019                                        | 18:00 | Gas Sales Piacenza                      | 0:3 (24:26, 21:25, 18:25) Raport               | Leo Shoes Modena                        | 2707   | Ivan Zaytsev             |
| 27.10.2019                                        | 18:00 | Itas Trentino                           | 3:0 (25:20, 25:16, 25:21) Raport               | Vero Volley Monza                       | 3273   | Aaron Russell            |
| 27.10.2019                                        | 18:00 | Sir Safety Conad Perugia                | 3:0 (25:16, 25:20, 25:18) Raport               | Calzedonia Werona                       | 2873   | Aleksandar Atanasijević  |
| 27.10.2019                                        | 18:00 | Allianz Milano                          | 0:3 (22:25, 15:25, 20:25) Raport               | Cucine Lube Civitanova                  | 3164   | Osmany Juantorena        |
| 27.10.2019                                        | 18:00 | Kioene Padwa                            | 3:0 (26:24, 25:23, 25:23) Raport               | Tonno Callipo Calabria Vibo Valentia    | 2736   | Santiago Danani          |
| 27.10.2019                                        | 18:00 | Globo Banca Popolare del Frusinate Sora | 1:3 (16:25, 27:29, 25:18, 17:25) Raport        | Consar Rawenna                          | 514    | Thijs ter Horst          |
| 3. kolejka                                        |       |                                         |                                                |                                         |        |                          |
| Kioene Padwa – pauzuje                            |       |                                         |                                                |                                         |        |                          |
| 03.11.2019                                        | 18:30 | Calzedonia Werona                       | 3:2 (25:22, 25:27, 25:23, 18:25, 15:13) Raport | Gas Sales Piacenza                      | 3078   | Sebastian Solé           |
| 06.11.2019                                        | 19:30 | Tonno Callipo Calabria Vibo Valentia    | 1:3 (16:25, 25:21, 18:25, 22:25) Raport        | Itas Trentino                           | 747    | Uroš Kovačević           |
| 06.11.2019                                        | 20:30 | Vero Volley Monza                       | 2:3 (19:25, 25:19, 18:25, 25:20, 16:18) Raport | Sir Safety Conad Perugia                | 1327   | Lorenzo Giani            |
| 07.11.2019                                        | 20:30 | Leo Shoes Modena                        | 3:0 (25:10, 25:18, 25:15) Raport               | Globo Banca Popolare del Frusinate Sora | 4141   | Micah Christenson        |
| 07.11.2019                                        | 20:30 | Consar Rawenna                          | 0:3 (25:27, 16:25, 20:25) Raport               | Allianz Milano                          | 1970   | Nimir Abdel-Aziz         |
| 07.11.2019                                        | 20:30 | Cucine Lube Civitanova                  | 3:1 (28:26, 25:15, 23:25, 25:23) Raport        | Top Volley Latina                       | 2843   | Jiří Kovář               |
| 4. kolejka                                        |       |                                         |                                                |                                         |        |                          |
| Cucine Lube Civitanova – pauzuje                  |       |                                         |                                                |                                         |        |                          |
| 24.10.2019                                        | 20:30 | Sir Safety Conad Perugia                | 0:3 (19:25, 21:25, 22:25) Raport               | Allianz Milano                          | 3047   | Nimir Abdel-Aziz         |
| 09.11.2019                                        | 18:00 | Itas Trentino                           | 3:2 (25:22, 25:22, 21:25, 19:25, 16:14) Raport | Calzedonia Werona                       | 3192   | Luca Vettori             |
| 10.11.2019                                        | 18:00 | Consar Rawenna                          | 0:3 (20:25, 17:25, 16:25) Raport               | Leo Shoes Modena                        | 2507   | Bartosz Bednorz          |
| 10.11.2019                                        | 18:00 | Globo Banca Popolare del Frusinate Sora | 0:3 (21:25, 23:25, 15:25) Raport               | Kioene Padwa                            | 881    | Ryley Barnes             |
| 10.11.2019                                        | 18:00 | Top Volley Latina                       | 3:2 (18:25, 25:23, 19:25, 25:15, 15:11) Raport | Vero Volley Monza                       | 1369   | Maarten van Garderen     |
| 10.11.2019                                        | 18:00 | Gas Sales Piacenza                      | 3:2 (25:18, 25:18, 20:25, 36:38, 15:10) Raport | Tonno Callipo Calabria Vibo Valentia    | 2225   | Dragan Stanković         |
| 5. kolejka                                        |       |                                         |                                                |                                         |        |                          |
| Allianz Milano – pauzuje                          |       |                                         |                                                |                                         |        |                          |
| 13.11.2019                                        | 19:30 | Tonno Callipo Calabria Vibo Valentia    | 0:3 (14:25, 22:25, 25:27) Raport               | Globo Banca Popolare del Frusinate Sora | 471    | Radziwon Miskiewicz      |
| 13.11.2019                                        | 20:30 | Calzedonia Werona                       | 0:3 (22:25, 16:25, 19:25) Raport               | Cucine Lube Civitanova                  | 3100   | Osmany Juantorena        |
| 13.11.2019                                        | 20:30 | Leo Shoes Modena                        | 3:0 (25:22, 25:14, 28:26) Raport               | Top Volley Latina                       | 14225  | Salvatore Rossini        |
| 13.11.2019                                        | 20:30 | Itas Trentino                           | 3:1 (25:20, 25:21, 19:25, 25:14) Raport        | Gas Sales Piacenza                      | 2902   | Luca Vettori             |
| 13.11.2019                                        | 20:30 | Vero Volley Monza                       | 3:1 (17:25, 25:20, 25:19, 25:22) Raport        | Consar Rawenna                          | 528    | Bartosz Kurek            |
| 14.11.2019                                        | 20:30 | Kioene Padwa                            | 1:3 (17:25, 25:19, 21:25, 18:25) Raport        | Sir Safety Conad Perugia                | 1579   | Wilfredo León            |
| 6. kolejka                                        |       |                                         |                                                |                                         |        |                          |
| Globo Banca Popolare del Frusinate Sora – pauzuje |       |                                         |                                                |                                         |        |                          |
| 17.11.2019                                        | 18:00 | Sir Safety Conad Perugia                | 3:0 (25:17, 25:17, 25:17) Raport               | Tonno Callipo Calabria Vibo Valentia    | 3254   | Sjoerd Hoogendoorn       |
| 17.11.2019                                        | 18:00 | Kioene Padwa                            | 0:3 (19:25, 17:25, 21:25) Raport               | Calzedonia Werona                       | 2991   | Stéphen Boyer            |
| 17.11.2019                                        | 18:00 | Cucine Lube Civitanova                  | 3:0 (25:19, 25:20, 25:18) Raport               | Leo Shoes Modena                        | 4423   | Amir Ghafur              |
| 17.11.2019                                        | 18:00 | Top Volley Latina                       | 0:3 (20:25, 23:25, 17:25) Raport               | Consar Rawenna                          | 1145   | Thijs ter Horst          |
| 17.11.2019                                        | 18:00 | Allianz Milano                          | 1:3 (25:18, 24:26, 18:25, 21:25) Raport        | Itas Trentino                           | 3939   | Aaron Russell            |
| 17.11.2019                                        | 18:00 | Gas Sales Piacenza                      | 3:2 (17:25, 25:17, 15:25, 25:22, 15:12) Raport | Vero Volley Monza                       | 2186   | Alessandro Fei           |
| 7. kolejka                                        |       |                                         |                                                |                                         |        |                          |
| Vero Volley Monza – pauzuje                       |       |                                         |                                                |                                         |        |                          |
| 20.11.2019                                        | 18:50 | Allianz Milano                          | 0:3 (27:29, 28:30, 20:25) Raport               | Leo Shoes Modena                        | 3040   | Bartosz Bednorz          |
| 20.11.2019                                        | 19:30 | Tonno Callipo Calabria Vibo Valentia    | 3:0 (25:17, 25:18, 25:20) Raport               | Calzedonia Werona                       | 409    | Aboubacar Dramé Neto     |
| 20.11.2019                                        | 20:30 | Gas Sales Piacenza                      | 0:3 (22:25, 22:25, 17:25) Raport               | Sir Safety Conad Perugia                | 2227   | Wilfredo León            |
| 20.11.2019                                        | 20:30 | Globo Banca Popolare del Frusinate Sora | 1:3 (20:25, 22:25, 25:23, 23:25) Raport        | Top Volley Latina                       | 617    | Ezequiel Palacios        |
| 20.11.2019                                        | 20:30 | Itas Trentino                           | 2:3 (25:20, 20:25, 19:25, 25:23, 19:21) Raport | Kioene Padwa                            | 2832   | Yūki Ishikawa            |
| 21.11.2019                                        | 20:30 | Consar Rawenna                          | 2:3 (22:25, 24:26, 25:18, 25:22, 11:15) Raport | Cucine Lube Civitanova                  | 1830   | Sharone Vernon-Evans     |
| 8. kolejka                                        |       |                                         |                                                |                                         |        |                          |
| Gas Sales Piacenza – pauzuje                      |       |                                         |                                                |                                         |        |                          |
| 23.11.2019                                        | 18:00 | Kioene Padwa                            | 3:1 (25:20, 25:15, 18:25, 25:22) Raport        | Top Volley Latina                       | 2244   | Yūki Ishikawa            |
| 24.11.2019                                        | 18:00 | Sir Safety Conad Perugia                | 3:0 (25:14, 25:18, 25:18) Raport               | Consar Rawenna                          | 3416   | Sjoerd Hoogendoorn       |
| 24.11.2019                                        | 18:00 | Globo Banca Popolare del Frusinate Sora | 1:3 (26:24, 18:25, 17:25, 18:25) Raport        | Allianz Milano                          | 897    | Nimir Abdel-Aziz         |
| 24.11.2019                                        | 18:00 | Tonno Callipo Calabria Vibo Valentia    | 1:3 (27:25, 18:25, 17:25, 21:25) Raport        | Cucine Lube Civitanova                  | 1025   | Joandry Leal             |
| 24.11.2019                                        | 18:00 | Leo Shoes Modena                        | 3:1 (22:25, 25:23, 25:22, 25:21) Raport        | Itas Trentino                           | 5077   | Ivan Zaytsev             |
| 24.11.2019                                        | 18:30 | Calzedonia Werona                       | 0:3 (21:25, 19:25, 21:25) Raport               | Vero Volley Monza                       | 3252   | Bartosz Kurek            |
| 9. kolejka                                        |       |                                         |                                                |                                         |        |                          |
| Leo Shoes Modena – pauzuje                        |       |                                         |                                                |                                         |        |                          |
| 27.11.2019                                        | 20:30 | Sir Safety Conad Perugia                | 3:0 (25:15, 25:21, 25:19) Raport               | Globo Banca Popolare del Frusinate Sora | 3052   | Ołeh Płotnycki           |
| 27.11.2019                                        | 20:30 | Cucine Lube Civitanova                  | 3:1 (25:16, 25:21, 18:25, 25:23) Raport        | Vero Volley Monza                       | 4445   | Joandry Leal             |
| 27.11.2019                                        | 20:30 | Top Volley Latina                       | 1:3 (26:28, 18:25, 25:19, 22:25) Raport        | Itas Trentino                           | 1154   | Simone Giannelli         |
| 27.11.2019                                        | 20:30 | Consar Rawenna                          | 3:1 (25:21, 25:23, 20:25, 25:19) Raport        | Calzedonia Werona                       | 1544   | Davide Saitta            |
| 28.11.2019                                        | 20:30 | Gas Sales Piacenza                      | 3:2 (25:22, 29:31, 28:26, 28:30, 15:11) Raport | Kioene Padwa                            | 1930   | Dick Kooy                |
| 04.12.2019                                        | 20:30 | Allianz Milano                          | 3:1 (22:25, 25:17, 25:19, 25:18) Raport        | Tonno Callipo Calabria Vibo Valentia    | 1534   | Nemanja Petrić           |
| 10. kolejka                                       |       |                                         |                                                |                                         |        |                          |
| Sir Safety Conad Perugia – pauzuje                |       |                                         |                                                |                                         |        |                          |
| 01.12.2019                                        | 17:00 | Calzedonia Werona                       | 3:1 (25:23, 15:25, 25:14, 25:20) Raport        | Top Volley Latina                       | 3388   | Luca Spirito             |
| 01.12.2019                                        | 18:00 | Vero Volley Monza                       | 1:3 (15:25, 15:25, 26:24, 22:25) Raport        | Leo Shoes Modena                        | 5965   | Bartosz Bednorz          |
| 01.12.2019                                        | 18:00 | Globo Banca Popolare del Frusinate Sora | 2:3 (15:25, 25:23, 25:23, 21:25, 14:16) Raport | Gas Sales Piacenza                      | 775    | Dick Kooy                |
| 01.12.2019                                        | 18:00 | Kioene Padwa                            | 3:2 (25:22, 21:25, 19:25, 25:22, 15:10) Raport | Allianz Milano                          | 3102   | Yūki Ishikawa            |
| 01.12.2019                                        | 18:00 | Tonno Callipo Calabria Vibo Valentia    | 2:3 (20:25, 25:22, 21:25, 25:22, 13:15) Raport | Consar Rawenna                          | 355    | Daniele Lavia            |
| 22.12.2019                                        | 18:00 | Itas Trentino                           | 1:3 (27:29, 25:17, 14:25, 20:25 ) Raport       | Cucine Lube Civitanova                  | 4362   | Roberlandy Simón Aties   |
| 11. kolejka                                       |       |                                         |                                                |                                         |        |                          |
| Itas Trentino – pauzuje                           |       |                                         |                                                |                                         |        |                          |
| 10.11.2019                                        | 18:00 | Cucine Lube Civitanova                  | 3:1 (28:26, 25:20, 24:26, 25:22) Raport        | Sir Safety Conad Perugia                | 3896   | Joandry Leal             |
| 07.12.2019                                        | 20:30 | Vero Volley Monza                       | 3:0 (25:22, 25:15, 25:15) Raport               | Globo Banca Popolare del Frusinate Sora | 677    | Donovan Džavoronok       |
| 08.12.2019                                        | 15:00 | Leo Shoes Modena                        | 2:3 (23:25, 17:25, 31:29, 25:19, 13:15) Raport | Calzedonia Werona                       | 4524   | Stéphen Boyer            |
| 08.12.2019                                        | 18:00 | Consar Rawenna                          | 3:0 (25:18, 25:18, 25:19) Raport               | Kioene Padwa                            | 2010   | Thijs ter Horst          |
| 08.12.2019                                        | 18:00 | Allianz Milano                          | 3:1 (25:20, 21:25, 25:21, 25:22) Raport        | Gas Sales Piacenza                      | 1902   | Nimir Abdel-Aziz         |
| 08.12.2019                                        | 18:00 | Top Volley Latina                       | 2:3 (22:25, 26:28, 25:18, 25:23, 15:17) Raport | Tonno Callipo Calabria Vibo Valentia    | 1061   | Jean Patry               |
| 12. kolejka                                       |       |                                         |                                                |                                         |        |                          |
| Calzedonia Werona – pauzuje                       |       |                                         |                                                |                                         |        |                          |
| 14.12.2019                                        | 18:00 | Gas Sales Piacenza                      | 3:2 (22:25, 25:21, 19:25, 25:22, 18:16) Raport | Consar Rawenna                          | 1979   | Alessandro Fei           |
| 15.12.2019                                        | 18:00 | Kioene Padwa                            | 0:3 (12:25, 20:25, 18:25) Raport               | Cucine Lube Civitanova                  | 3430   | Roberlandy Simón Aties   |
| 15.12.2019                                        | 18:00 | Globo Banca Popolare del Frusinate Sora | 0:3 (20:25, 21:25, 16:25) Raport               | Itas Trentino                           | 1024   | Aaron Russell            |
| 15.12.2019                                        | 18:00 | Sir Safety Conad Perugia                | 3:1 (25:21, 18:25, 25:20, 25:19) Raport        | Leo Shoes Modena                        | 4106   | Wilfredo León            |
| 15.12.2019                                        | 18:00 | Allianz Milano                          | 3:1 (25:18, 24:26, 25:17, 25:22) Raport        | Top Volley Latina                       | 1455   | Nimir Abdel-Aziz         |
| 15.12.2019                                        | 18:00 | Tonno Callipo Calabria Vibo Valentia    | 3:2 (25:21, 18:25, 25:16, 23:25, 15:11) Raport | Vero Volley Monza                       | 1181   | Marco Rizzo              |
| 13. kolejka                                       |       |                                         |                                                |                                         |        |                          |
| Consar Rawenna – pauzuje                          |       |                                         |                                                |                                         |        |                          |
| 23.10.2019                                        | 20:30 | Cucine Lube Civitanova                  | 3:0 (25:18, 25:23, 25:23) Raport               | Globo Banca Popolare del Frusinate Sora | 2609   | Joandry Leal             |
| 01.12.2019                                        | 16:45 | Itas Trentino                           | 1:3 (21:25, 25:20, 19:25, 23:25) Raport        | Sir Safety Conad Perugia                | 4083   | Aleksandar Atanasijević  |
| 21.12.2019                                        | 18:00 | Vero Volley Monza                       | 3:2 (25:20, 25:23, 19:25, 23:25, 18:16) Raport | Kioene Padwa                            | 583    | Wiktor Josifow           |
| 22.12.2019                                        | 17:00 | Calzedonia Werona                       | 1:3 (23:25, 19:25, 25:17, 17:25) Raport        | Allianz Milano                          | 3540   | Nimir Abdel-Aziz         |
| 22.12.2019                                        | 18:00 | Leo Shoes Modena                        | 3:1 (25:23, 25:19, 21:25, 25:10) Raport        | Tonno Callipo Calabria Vibo Valentia    | 4795   | Bartosz Bednorz          |
| 22.12.2019                                        | 18:00 | Top Volley Latina                       | 3:2 (25:22, 21:25, 19:25, 25:18, 15:8) Raport  | Gas Sales Piacenza                      | 1260   | Jean Patry               |
| 14. kolejka                                       |       |                                         |                                                |                                         |        |                          |
| Tonno Callipo Calabria Vibo Valentia – pauzuje    |       |                                         |                                                |                                         |        |                          |
| 25.12.2019                                        | 18:00 | Itas Trentino                           | 3:1 (21:25, 30:28, 25:19, 25:21) Raport        | Consar Rawenna                          | 3042   | Srećko Lisinac           |
| 26.12.2019                                        | 18:00 | Gas Sales Piacenza                      | 0:3 (20:25, 15:25, 13:25) Raport               | Cucine Lube Civitanova                  | 3239   | Osmany Juantorena        |
| 26.12.2019                                        | 18:00 | Sir Safety Conad Perugia                | 3:1 (24:26, 25:17, 25:21, 25:22) Raport        | Top Volley Latina                       | 3823   | Ołeh Płotnycki           |
| 26.12.2019                                        | 18:00 | Globo Banca Popolare del Frusinate Sora | 1:3 (20:25, 24:26, 25:21, 11:25) Raport        | Calzedonia Werona                       | 915    | Stéphen Boyer            |
| 26.12.2019                                        | 18:00 | Kioene Padwa                            | 3:1 (25:23, 22:25, 25:19, 25:23) Raport        | Leo Shoes Modena                        | 4066   | Fernando Hernández Ramos |
| 26.12.2019                                        | 19:00 | Allianz Milano                          | 3:0 (25:20, 25:21, 28:26) Raport               | Vero Volley Monza                       | 2630   | Riccardo Sbertoli        |
| 15. kolejka                                       |       |                                         |                                                |                                         |        |                          |
| Top Volley Latina – pauzuje                       |       |                                         |                                                |                                         |        |                          |
| 15.01.2020                                        | 20:30 | Consar Rawenna                          | 3:2 (25:19, 21:25, 21:25, 25:23, 15:10) Raport | Globo Banca Popolare del Frusinate Sora | 1531   | Daniele Lavia            |
| 16.01.2020                                        | 20:30 | Vero Volley Monza                       | 0:3 (19:25, 29:31, 21:25) Raport               | Itas Trentino                           | 2013   | Aaron Russell            |
| 16.01.2020                                        | 20:30 | Leo Shoes Modena                        | 3:0 (25:21, 33:31, 25:23) Raport               | Gas Sales Piacenza                      | 4471   | Bartosz Bednorz          |
| 16.01.2020                                        | 20:30 | Cucine Lube Civitanova                  | 2:3 (23:25, 25:18, 25:13, 23:25, 10:15) Raport | Allianz Milano                          | 3385   | Nimir Abdel-Aziz         |
| 16.01.2020                                        | 20:45 | Calzedonia Werona                       | 2:3 (16:25, 27:25, 25:18, 18:25, 10:15) Raport | Sir Safety Conad Perugia                | 3026   | Filippo Lanza            |
| 21.02.2020                                        | 19:30 | Tonno Callipo Calabria Vibo Valentia    | 3:1 (24:26, 25:20, 25:22, 25:23) Raport        | Kioene Padwa                            | 850    | Aboubacar Dramé Neto     |
| 16. kolejka                                       |       |                                         |                                                |                                         |        |                          |
| Kioene Padwa – pauzuje                            |       |                                         |                                                |                                         |        |                          |
| 19.01.2020                                        | 18:00 | Globo Banca Popolare del Frusinate Sora | 0:3 (13:25, 19:25, 20:25) Raport               | Leo Shoes Modena                        | 1587   |                          |
| 19.01.2020                                        | 18:00 | Allianz Milano                          | 3:0 (25:18, 25:20, 25:18) Raport               | Consar Rawenna                          | 1721   | Nimir Abdel-Aziz         |
| 19.01.2020                                        | 18:00 | Sir Safety Conad Perugia                | 3:0 (25:18, 25:17, 25:21) Raport               | Vero Volley Monza                       | 3409   | Filippo Lanza            |
| 19.01.2020                                        | 18:00 | Itas Trentino                           | 3:1 (25:23, 25:23, 13:25, 25:21) Raport        | Tonno Callipo Calabria Vibo Valentia    | 3339   |                          |
| 19.01.2020                                        | 18:00 | Top Volley Latina                       | 1:3 (25:23, 19:25, 17:25, 22:25) Raport        | Cucine Lube Civitanova                  | 1830   |                          |
| 19.01.2020                                        | 18:00 | Gas Sales Piacenza                      | 3:1 (25:23, 26:24, 20:25, 25:15) Raport        | Calzedonia Werona                       | 2111   | Dick Kooy                |
| 17. kolejka                                       |       |                                         |                                                |                                         |        |                          |
| Cucine Lube Civitanova – pauzuje                  |       |                                         |                                                |                                         |        |                          |
| 25.01.2020                                        | 15:00 | Tonno Callipo Calabria Vibo Valentia    | 0:3 (22:25, 19:25, 21:25) Raport               | Gas Sales Piacenza                      | 332    | Dick Kooy                |
| 25.01.2020                                        | 20:30 | Vero Volley Monza                       | 3:1 (22:25, 25:19, 25:17, 25:21) Raport        | Top Volley Latina                       | 1161   | Riccardo Goi             |
| 26.01.2020                                        | 15:00 | Allianz Milano                          | 0:3 (28:30, 19:25, 25:27) Raport               | Sir Safety Conad Perugia                | 3566   | Aleksandar Atanasijević  |
| 26.01.2020                                        | 18:00 | Leo Shoes Modena                        | 3:0 (25:18, 25:17, 25:18) Raport               | Consar Rawenna                          | 5097   | Ivan Zaytsev             |
| 26.01.2020                                        | 18:00 | Kioene Padwa                            | 3:1 (20:25, 25:14, 25:18, 25:23) Raport        | Globo Banca Popolare del Frusinate Sora | 2903   | Luigi Randazzo           |
| 26.02.2020                                        | 18:00 | Calzedonia Werona                       | () Raport                                      | Itas Trentino                           |        |                          |
| 18. kolejka                                       |       |                                         |                                                |                                         |        |                          |
| Allianz Milano – pauzuje                          |       |                                         |                                                |                                         |        |                          |
| 01.02.2020                                        | 20:30 | Consar Rawenna                          | 3:1 (25:21, 18:25, 25:20, 32:30) Raport        | Vero Volley Monza                       | 1932   | Thijs ter Horst          |
| 02.02.2020                                        | 15:30 | Top Volley Latina                       | 1:3 (23:25, 28:26, 13:25, 20:25) Raport        | Leo Shoes Modena                        | 2719   | Ivan Zaytsev             |
| 02.02.2020                                        | 18:00 | Cucine Lube Civitanova                  | 3:0 (25:8, 25:14, 25:19) Raport                | Calzedonia Werona                       | 3539   | Roberlandy Simón Aties   |
| 02.02.2020                                        | 18:00 | Globo Banca Popolare del Frusinate Sora | 0:3 (21:25, 19:25, 20:25) Raport               | Tonno Callipo Calabria Vibo Valentia    | 819    | Timothée Carle           |
| 02.02.2020                                        | 18:00 | Sir Safety Conad Perugia                | 3:1 (25:23, 19:25, 25:20, 25:21) Raport        | Kioene Padwa                            | 3443   | Marko Podraščanin        |
| 02.02.2020                                        | 18:00 | Gas Sales Piacenza                      | 1:3 (25:23, 22:25, 16:25, 21:25) Raport        | Itas Trentino                           | 2442   | Aaron Russell            |
| 19. kolejka                                       |       |                                         |                                                |                                         |        |                          |
| Globo Banca Popolare del Frusinate Sora – pauzuje |       |                                         |                                                |                                         |        |                          |
| 05.02.2020                                        | 19:30 | Tonno Callipo Calabria Vibo Valentia    | 1:3 (25:22, 21:25, 22:25, 21:25) Raport        | Sir Safety Conad Perugia                | 1923   | Wilfredo León            |
| 05.02.2020                                        | 20:30 | Calzedonia Werona                       | 0:3 (21:25, 23:25, 20:25) Raport               | Kioene Padwa                            | 2974   | Fernando Hernández Ramos |
| 05.02.2020                                        | 20:30 | Leo Shoes Modena                        | 3:1 (17:25, 25:19, 25:18, 25:21) Raport        | Cucine Lube Civitanova                  | 5027   | Micah Christenson        |
| 05.02.2020                                        | 20:30 | Itas Trentino                           | 3:1 (19:25, 25:23, 25:22, 25:22) Raport        | Allianz Milano                          | 3025   | Uroš Kovačević           |
| 05.02.2020                                        | 20:30 | Consar Rawenna                          | 3:1 (25:23, 19:25, 25:23, 25:15) Raport        | Top Volley Latina                       | 1486   | Thijs ter Horst          |
| 06.02.2020                                        | 20:30 | Vero Volley Monza                       | 3:1 (25:23, 25:27, 31:29, 25:23) Raport        | Gas Sales Piacenza                      | 1071   | Bartosz Kurek            |
| 20. kolejka                                       |       |                                         |                                                |                                         |        |                          |
| Vero Volley Monza – pauzuje                       |       |                                         |                                                |                                         |        |                          |
| 08.02.2020                                        | 15:00 | Calzedonia Werona                       | 3:1 (22:25, 25:21, 28:26, 31:29) Raport        | Tonno Callipo Calabria Vibo Valentia    | 2658   | Stéphen Boyer            |
| 09.02.2020                                        | 18:00 | Leo Shoes Modena                        | 3:0 (27:25, 25:14, 25:19) Raport               | Allianz Milano                          | 4765   | Bartosz Bednorz          |
| 09.02.2020                                        | 18:00 | Cucine Lube Civitanova                  | 3:0 (25:21, 25:23, 25:19) Raport               | Consar Rawenna                          | 3176   | Roberlandy Simón Aties   |
| 09.02.2020                                        | 18:00 | Sir Safety Conad Perugia                | 3:1 (23:25, 25:18, 25:22, 25:14) Raport        | Gas Sales Piacenza                      | 3392   | Sjoerd Hoogendoorn       |
| 09.02.2020                                        | 18:00 | Top Volley Latina                       | 3:1 (25:15, 25:23, 24:26, 25:18) Raport        | Globo Banca Popolare del Frusinate Sora | 1162   | Domenico Cavaccini       |
| 09.02.2020                                        | 18:00 | Kioene Padwa                            | 2:3 (25:19, 20:25, 18:25, 30:28, 18:20) Raport | Itas Trentino                           | 3516   | Jenia Grebennikov        |
| 21. kolejka                                       |       |                                         |                                                |                                         |        |                          |
| Gas Sales Piacenza – pauzuje                      |       |                                         |                                                |                                         |        |                          |
| 16.02.2020                                        | 18:00 | Cucine Lube Civitanova                  | 3:0 (25:19, 25:23, 25:17) Raport               | Tonno Callipo Calabria Vibo Valentia    | 3019   | Joandry Leal             |
| 16.02.2020                                        | 18:00 | Top Volley Latina                       | 3:0 (25:18, 27:25, 28:26) Raport               | Kioene Padwa                            | 1168   |                          |
| 16.02.2020                                        | 18:00 | Allianz Milano                          | 3:1 (25:20, 25:22, 22:25, 25:16) Raport        | Globo Banca Popolare del Frusinate Sora | 3804   | Trévor Clévenot          |
| 16.02.2020                                        | 18:00 | Consar Rawenna                          | 1:3 (21:25, 25:22, 22:25, 19:25) Raport        | Sir Safety Conad Perugia                | 2518   | Aleksandar Atanasijević  |
| 16.02.2020                                        | 18:00 | Vero Volley Monza                       | 3:2 (25:20, 28:26, 18:25, 18:25, 15:7) Raport  | Calzedonia Werona                       | 1479   | Yacine Louati            |
| 16.02.2020                                        | 20:30 | Itas Trentino                           | 1:3 (20:25, 25:21, 25:27, 22:25) Raport        | Leo Shoes Modena                        | 4255   |                          |
| 22. kolejka                                       |       |                                         |                                                |                                         |        |                          |
| Leo Shoes Modena – pauzuje                        |       |                                         |                                                |                                         |        |                          |
|                                                   |       | Tonno Callipo Calabria Vibo Valentia    |                                                | Allianz Milano                          |        |                          |
|                                                   |       | Calzedonia Werona                       |                                                | Consar Rawenna                          |        |                          |
|                                                   |       | Kioene Padwa                            |                                                | Gas Sales Piacenza                      |        |                          |
|                                                   |       | Globo Banca Popolare del Frusinate Sora |                                                | Sir Safety Conad Perugia                |        |                          |
|                                                   |       | Vero Volley Monza                       |                                                | Cucine Lube Civitanova                  |        |                          |
|                                                   |       | Itas Trentino                           |                                                | Top Volley Latina                       |        |                          |
| 23. kolejka                                       |       |                                         |                                                |                                         |        |                          |
| Sir Safety Conad Perugia – pauzuje                |       |                                         |                                                |                                         |        |                          |
| 04.03.2020                                        | 20:30 | Consar Rawenna                          | 3:2 (25:20, 24:26, 18:25, 25:22, 15:13) Raport | Tonno Callipo Calabria Vibo Valentia    |        | Francesco Recine         |
| 07.03.2020                                        | 18:00 | Top Volley Latina                       | 2:3 (22:25, 25:23, 27:25, 20:25, 12:15) Raport | Calzedonia Werona                       |        | Matej Kazijski           |
| 08.03.2020                                        | 18:00 | Leo Shoes Modena                        | 3:1 (25:16, 25:18, 23:25, 25:21) Raport        | Vero Volley Monza                       |        | Micah Christenson        |
| 08.03.2020                                        | 18:00 | Cucine Lube Civitanova                  | 3:2 (22:25, 21:25, 25:18, 25:22, 15:13) Raport | Itas Trentino                           |        | Joandry Leal             |
|                                                   |       | Gas Sales Piacenza                      |                                                | Globo Banca Popolare del Frusinate Sora |        |                          |
|                                                   |       | Allianz Milano                          |                                                | Kioene Padwa                            |        |                          |
| 24. kolejka                                       |       |                                         |                                                |                                         |        |                          |
| Itas Trentino – pauzuje                           |       |                                         |                                                |                                         |        |                          |
|                                                   |       | Gas Sales Piacenza                      |                                                | Allianz Milano                          |        |                          |
|                                                   |       | Tonno Callipo Calabria Vibo Valentia    |                                                | Top Volley Latina                       |        |                          |
|                                                   |       | Sir Safety Conad Perugia                |                                                | Cucine Lube Civitanova                  |        |                          |
|                                                   |       | Calzedonia Werona                       |                                                | Leo Shoes Modena                        |        |                          |
|                                                   |       | Globo Banca Popolare del Frusinate Sora |                                                | Vero Volley Monza                       |        |                          |
|                                                   |       | Kioene Padwa                            |                                                | Consar Rawenna                          |        |                          |
| 25. kolejka                                       |       |                                         |                                                |                                         |        |                          |
| Calzedonia Werona – pauzuje                       |       |                                         |                                                |                                         |        |                          |
| 02.03.2020                                        | 18:00 | Itas Trentino                           | 3:0 (25:21, 25:18, 25:17) Raport               | Globo Banca Popolare del Frusinate Sora |        |                          |
|                                                   |       | Consar Rawenna                          |                                                | Gas Sales Piacenza                      |        |                          |
|                                                   |       | Leo Shoes Modena                        |                                                | Sir Safety Conad Perugia                |        |                          |
|                                                   |       | Top Volley Latina                       |                                                | Allianz Milano                          |        |                          |
|                                                   |       | Cucine Lube Civitanova                  |                                                | Kioene Padwa                            |        |                          |
|                                                   |       | Vero Volley Monza                       |                                                | Tonno Callipo Calabria Vibo Valentia    |        |                          |
| 26. kolejka                                       |       |                                         |                                                |                                         |        |                          |
| Consar Rawenna – pauzuje                          |       |                                         |                                                |                                         |        |                          |
|                                                   |       | Globo Banca Popolare del Frusinate Sora |                                                | Cucine Lube Civitanova                  |        |                          |
|                                                   |       | Tonno Callipo Calabria Vibo Valentia    |                                                | Leo Shoes Modena                        |        |                          |
|                                                   |       | Allianz Milano                          |                                                | Calzedonia Werona                       |        |                          |
|                                                   |       | Kioene Padwa                            |                                                | Vero Volley Monza                       |        |                          |
|                                                   |       | Gas Sales Piacenza                      |                                                | Top Volley Latina                       |        |                          |
|                                                   |       | Sir Safety Conad Perugia                |                                                | Itas Trentino                           |        |                          |

#### Tabela
| Lp. | Drużyna                                 | Pkt | Mecze | Mecze | Mecze | Rodzaj wyniku | Rodzaj wyniku | Rodzaj wyniku | Rodzaj wyniku | Rodzaj wyniku | Rodzaj wyniku | Sety | Sety | Sety  | Małe punkty | Małe punkty | Małe punkty |
| Lp. | Drużyna                                 | Pkt | M     | W     | P     | 3:0           | 3:1           | 3:2           | 2:3           | 1:3           | 0:3           | wyg. | prz. | stos. | zdob.       | str.        | stos.       |
| --- | --------------------------------------- | --- | ----- | ----- | ----- | ------------- | ------------- | ------------- | ------------- | ------------- | ------------- | ---- | ---- | ----- | ----------- | ----------- | ----------- |
| 1   | Cucine Lube Civitanova                  | 53  | 20    | 18    | 2     | 10            | 6             | 2             | 1             | 1             | 0             | 57   | 16   | 3.56  | 1563        | 1321        | 1.18        |
| 2   | Leo Shoes Modena                        | 52  | 21    | 17    | 4     | 10            | 7             | 0             | 1             | 2             | 1             | 55   | 19   | 2.89  | 1599        | 1380        | 1.16        |
| 3   | Sir Safety Conad Perugia                | 51  | 20    | 18    | 2     | 7             | 8             | 3             | 0             | 1             | 1             | 55   | 20   | 2.75  | 1688        | 1489        | 1.13        |
| 4   | Itas Trentino                           | 45  | 21    | 15    | 6     | 5             | 8             | 2             | 2             | 4             | 0             | 53   | 30   | 1.77  | 1667        | 1567        | 1.06        |
| 5   | Allianz Milano                          | 36  | 19    | 12    | 7     | 5             | 6             | 1             | 1             | 2             | 4             | 40   | 29   | 1.38  | 1509        | 1446        | 1.04        |
| 6   | Consar Rawenna                          | 26  | 21    | 9     | 12    | 2             | 4             | 3             | 2             | 3             | 7             | 34   | 46   | 0.74  | 1545        | 1614        | 0.96        |
| 7   | Kioene Padwa                            | 25  | 19    | 8     | 11    | 3             | 3             | 2             | 3             | 3             | 5             | 33   | 40   | 0.83  | 1457        | 1497        | 0.97        |
| 8   | Calzedonia Werona                       | 24  | 20    | 8     | 12    | 2             | 3             | 3             | 3             | 3             | 6             | 33   | 45   | 0.73  | 1459        | 1542        | 0.95        |
| 9   | Vero Volley Monza                       | 23  | 20    | 7     | 13    | 2             | 3             | 2             | 4             | 4             | 5             | 33   | 46   | 0.72  | 1534        | 1584        | 0.97        |
| 10  | Gas Sales Piacenza                      | 18  | 19    | 7     | 12    | 1             | 1             | 5             | 2             | 5             | 5             | 30   | 47   | 0.64  | 1692        | 1780        | 0.95        |
| 11  | Tonno Callipo Calabria Vibo Valentia    | 16  | 20    | 5     | 15    | 2             | 1             | 2             | 3             | 7             | 5             | 28   | 50   | 0.56  | 1426        | 1539        | 0.93        |
| 12  | Top Volley Latina                       | 16  | 20    | 5     | 15    | 1             | 2             | 2             | 3             | 10            | 2             | 31   | 51   | 0.61  | 1604        | 1717        | 0.93        |
| 13  | Globo Banca Popolare del Frusinate Sora | 5   | 20    | 1     | 19    | 1             | 0             | 0             | 2             | 7             | 10            | 14   | 57   | 0.25  | 1273        | 1540        | 0.83        |

Źródło: http://www.legavolley.it (wł.)
Punktacja: 3:0 i 3:1 – 3 pkt; 3:2 – 2 pkt; 2:3 – 1 pkt; 1:3 i 0:3 – 0 pkt
Zasady ustalania kolejności: 1. liczba punktów; 2. liczba zwycięstw; 3. stosunek setów; 4. stosunek małych punktów; 5. bilans w bezpośrednich meczach
     faza play-off
     spadek do Serie A2

## Transfery
| Cucine Lube Civitanova | Cucine Lube Civitanova |
| Przychodzą | Odchodzą |
| --- | --- |
| - Mateusz Bieniek (ZAKSA Kędzierzyn-Koźle) - Kamil Rychlicki (Consar Rawenna) - Amir Ghafur (Vero Volley Monza) - Simone Anzani (Leo Shoes Modena) | - Cwetan Sokołow (Zenit Kazań) - Dragan Stanković (Gas Sales Piacenza) - Brenden Sander (szuka klubu) - Enrico Cester (Calzedonia Werona) - Diego Cantagalli (Gamma Chimica Brugherio) |

| Sir Safety Conad Perugia | Sir Safety Conad Perugia |
| Przychodzą | Odchodzą |
| --- | --- |
| - Vital Heynen (I trener) (VfB Friedrichshafen) - Ołeh Płotnycki (Vero Volley Monza) - Robert Täht (Arkas Spor Izmir) - Tsimafei Zhukouski (Tonno Callipo Calabria Vibo Valentia) - Roberto Russo (Consar Rawenna) | - Lorenzo Bernardi (I trener) (szuka klubu) - Nicholas Hoag (Asseco Resovia Rzeszów) - Alexander Berger (Gas Sales Piacenza) - Jonah Seif (szuka klubu) - Gianluca Galassi (Vero Volley Monza) - Dore Della Lunga (Olimpia Bergamo) |
| w trakcie sezonu | |
| - Omar Biglino (Synergy Mondovì) | |

| Itas Trentino                                                                                | Itas Trentino |
| Przychodzą                                                                                   | Odchodzą |
| -------------------------------------------------------------------------------------------- | --- |
| - Klemen Čebulj (Allianz Milano) - Mitar Dzurits (Stade Poitevin Poitiers) - Luis Tomas Sosa | - Maarten van Garderen (Top Volley Latina) - Oreste Cavuto (Consar Rawenna) - Gabriele Nelli (Gas Sales Piacenza) |

| Leo Shoes Modena | Leo Shoes Modena |
| Przychodzą | Odchodzą |
| --- | --- |
| - Andrea Giani (I trener) (Allianz Milano) - Matthew Anderson (Zenit Kazań) - Luis Estrada (Minas Tênis Clube) - Elia Bossi (Allianz Milano) - Nicola Iannelli (Gibam Fano) - Nicola Salsi (Club Italia) | - Julio Velasco (I trener) - Kevin Tillie (Onico Warszawa) - Tine Urnaut (Fudan University Shanghai) - Wessel Keemink (Budvanska Rivijera Budva) - Luuc Van Der Ent (Heitec Volleys Eltmann) - Simone Anzani (Cucine Lube Civitanova) - Marco Pierotti (Tonno Callipo Calabria Vibo Valentia) - Lorenzo Benvenuti (Gibam Fano) |

| Allianz Milano | Allianz Milano |
| Przychodzą | Odchodzą |
| --- | --- |
| - Roberto Piazza (I trener) (PGE Skra Bełchatów) - Nemanja Petrić (Biełogorje Biełgorod) - Linus Weber (Berlin Recycling Volleys) - Aimone Alletti (Calzedonia Werona) | - Andrea Giani (I trener) (Leo Shoes Modena) - Klemen Čebulj (Itas Trentino) - Stephen Maar (Dinamo Moskwa) - Simon Hirsch (Tonno Callipo Calabria Vibo Valentia) - Elia Bossi (Leo Shoes Modena) |
| w trakcie sezonu | |
| - Aleksandar Okolić (PAOK Saloniki) | |

| Calzedonia Werona | Calzedonia Werona |
| Przychodzą | Odchodzą |
| --- | --- |
| - Radostin Stojczew (I trener) - Bartłomiej Kluth (Hapoel Kefar Sawa) - Asparuch Asparuchow - Garrett Muagututia (PAOK Saloniki) - Corey Chavers (University of California, Santa Barbara) - Jennings Franciskovic - Enrico Cester (Cucine Lube Civitanova) - Federico Bonami (Globo Banca Popolare del Frusinate Sora) | - Nikola Grbić (I trener) (ZAKSA Kędzierzyn-Koźle) - Matej Kazijski (JTEKT Stings) - Mohammad Dżawad Manawineżad (szuka klubu) - Morteza Szarifi (Bursa Büyükşehir Belediyespor) - Daniele De Pandis (A.S. Florens Castellana Grotte) - Aimone Alletti (Allianz Milano) - Ludovico Giuliani (Corigliano-Rossano Volley) - Riccardo Pinelli (Conad Reggio Emilia) - Alberto Magalini (Mosca Bruno Bolzano) |
| w trakcie sezonu | |
| - Matej Kazijski (JTEKT Stings) - Jonas Aguenier (Monini Marconi Spoleto) | |

| Kioene Padwa | Kioene Padwa |
| Przychodzą | Odchodzą |
| --- | --- |
| - Yūki Ishikawa (Emma Villas Siena) - Fernando Hernández Ramos (Emma Villas Siena) - Andrea Canella (Gas Sales Piacenza) - Nicolò Casaro (Folgore Massa) - Francesco Fusaro - Mattia Bottolo | - Yacine Louati (Vero Volley Monza) - Maurice Torres (Osaka Blazers Sakai) - Lazar Ćirović (szuka klubu) - Petar Premović (FC Tokyo) - Leonardo Scanferla (Gas Sales Piacenza) - Enrico Lazzaretto (Delta Volley Porto Viro) |

| Vero Volley Monza | Vero Volley Monza |
| Przychodzą | Odchodzą |
| --- | --- |
| - Bartosz Kurek (Onico Warszawa) - Yacine Louati (Kioene Padwa) - Marko Sedlaček (HAOK Mladost Zagrzeb) - Gianluca Galassi (Sir Safety Conad Perugia) - Riccardo Goi (Consar Rawenna) - Filippo Federici (Club Italia) | - Ołeh Płotnycki (Sir Safety Conad Perugia) - Amir Ghafur (Cucine Lube Civitanova) - Iacopo Botto (Gas Sales Piacenza) - Simone Buti (zakończenie kariery) - Andrea Galliani (Atlantide Pallavolo Brescia) - Marco Rizzo (Tonno Callipo Calabria Vibo Valentia) - Stefano Giannotti (Videx Grottazzolina) - Martins Arasomwan (Pool Libertas Cantù) |

| Globo Banca Popolare del Frusinate Sora | Globo Banca Popolare del Frusinate Sora |
| Przychodzą | Odchodzą |
| --- | --- |
| - Murilo Radke (Arkas Spor Izmir) - Radziwon Miskiewicz (Ural Ufa) - Branimir Grozdanow (Arago de Sète) - Stijn Van Tilburg (University of Hawaiʻi at Mānoa) - Simone Scopelliti (BCC Castellana Grotte) - Alessandro Sorgente (Maury's Comcavi Tuscania) - Manuel Alfieri (Conad Lamezia) | - Mario Barberio (I trener) (szuka klubu) - Michał Kędzierski (Cerrad Czarni Radom) - Karol Rawiak (KS Lechia Tomaszów Mazowiecki) - Dušan Petković (PGE Skra Bełchatów) - Rasmus Nielsen (Greenyard Maaseik) - Willian Bermudez (szuka klubu) - Federico Bonami (Calzedonia Werona) - Davide Esposito (BCC Castellana Grotte) - Federico Marrazzo (szuka klubu) |
| w trakcie sezonu | |
| | - João Rafael de Barros Ferreira (Tours VB) |

| Consar Rawenna | Consar Rawenna |
| Przychodzą | Odchodzą |
| --- | --- |
| - Thijs ter Horst (Daejeon Samsung Bluefangs) - Sharone Vernon-Evans (Onico Warszawa) - Aleks Grozdanow (Calzedonia Werona) - Jani Kovačič (ACH Volley Lublana) - Aleksa Batak (Mladi Radnik Požarevac) - Roamy Alonso (Matanzas) - Oreste Cavuto (Itas Trentino) - Lorenzo Cortesia (Emma Villas Siena) - Francesco Recine (Club Italia) - Tommaso Stefani (Club Italia) | - Kamil Rychlicki (Cucine Lube Civitanova) - Pieter Verhees (Aluron Virtu CMC Zawiercie) - Cristian Poglajen (Ziraat Bankası Ankara - Matěj Šmídl (szuka klubu) - Andrea Argenta (VBC Calci) - Roberto Russo (Sir Safety Conad Perugia) - Riccardo Goi (Vero Volley Monza) - Alberto Elia (Top Volley Latina) - Giacomo Raffaelli (Stade Poitevin Poitiers) - Simone Di Tommaso (szuka klubu) |

| Top Volley Latina | Top Volley Latina |
| Przychodzą | Odchodzą |
| --- | --- |
| - Jean Patry (Montpellier UC) - Maarten Van Garderen (Itas Trentino) - Arthur Szwarc (Arago de Sète) - Moritz Karlitzek (United Volleys Frankfurt) - Domenico Cavaccini (BCC Castellana Grotte) - Alberto Elia (Consar Rawenna) - Samuel Onwuelo (Aurispa Alessano) - Andrea Rondoni (Pallavolo Velletri) - Milan Peslac (Maury's Comcavi Tuscania) | - Tonček Štern (Al Arabi Ad-Dauha) - Žiga Štern (Foinikas Syros) - Swan N’Gapeth (Tonno Callipo Calabria Vibo Valentia) - Facundo Santucci (Rennes Volley 35) - Filip Gavenda (CV Teruel) - Huang Pei-hung (Unicaja Almería) - Simone Parodi (ZAKSA Kędzierzyn-Koźle) - Federico Tosi (Peimar Calci) - Rocco Barone (Peimar Calci) - Carmelo Gitto (Emma Villas Siena) - Louis Caccioppola (szuka klubu) |

| Tonno Callipo Calabria Vibo Valentia | Tonno Callipo Calabria Vibo Valentia |
| Przychodzą | Odchodzą |
| --- | --- |
| - Juan Manuel Cichello (I trener) (Emma Villas Siena) - Torey Defalco (California State University, Long Beach) - Barthélémy Chinenyeze (Tours VB) - Swan N’Gapeth (Top Volley Latina) - Timothée Carle (GFC Ajaccio VB) - Simon Hirsch (Allianz Milano) - Aboubacar Dramé Neto (Funvic Taubaté) - Michele Baranowicz (Halkbank Ankara) - Marco Pierotti (Leo Shoes Modena) - Marco Rizzo (Vero Volley Monza) - Simone Sardanelli (Rinascita Lagonegro) | - Daniele Bagnoli (I trener) (szuka klubu) - Damian Domagała (Cuprum Lubin) - Todor Skrimow (Jenisiej Krasnojarsk) - Mohammed Al Hachdadi (Funvic Taubaté) - Tsimafei Zhukouski (Sir Safety Conad Perugia) - Carlos Eduardo Barreto Silva (Paris Volley) - Tom Strohbach (TSV Herrsching) - Tomás López (Ciudad Vóley) - Davide Marra (Emma Villas Siena) - Paolo Cappio (GoldenPlast Civitanova) - Luca Presta (Synergy Mondovì) - Leonardo Focosi (Cuneo Volley) |

| Gas Sales Piacenza | Gas Sales Piacenza |
| Przychodzą | Odchodzą |
| --- | --- |
| - Andrea Gardini (I trener) (ZAKSA Kędzierzyn-Koźle) - Dragan Stanković (Cucine Lube Civitanova) - Petar Krsmanović (Gazprom-Jugra Surgut) - Alexander Berger (Sir Safety Conad Perugia) - Dick Kooy (Dinamo Moskwa) - Maximiliano Cavanna (UPCN Vóley Club) - Iacopo Botto (Vero Volley Monza) - Gabriele Nelli (Itas Trentino) - Leonardo Scanferla (Kioene Padwa) | - Jan Klobučar (szuka klubu) - Giulio Sabbi (Fudan University Shanghai) - Andrea Canella (Kioene Padwa) - Giovanni Ceccato (Sarca Italchef Centrale Brescia) - Mario Mercorio (Tipiesse Cisano Bergamasco) - Matteo Beltrami (szuka klubu) - Mattia Cereda (szuka klubu) - Giuseppe De Biasi (szuka klubu) - Paolo Ingrosso (Team Volley Portomaggiore) |
| w trakcie sezonu | |
| - Matteo Pistolesi (Synergy Mondovì) | |